# هانس پرایسکایت
هانس پرایسکایت (انگلیسی: Hans Preiskeit; ۲۶ سپتامبر ۱۹۲۰ – ۲۶ ژوئن ۱۹۷۲) دوچرخه‌سوار اهل آلمان بود.